# Steromapedaliodes sanchezi
Steromapedaliodes sanchezi, llamada comúnmente duende de los páramos, mariposa marrón de Juan Félix Sánchez, es una mariposa de la familia Nymphalidae endémica de los páramos andinos de Venezuela.